# 로켓 프롬 더 크립트
로켓 프롬 더 크립트(Rocket from the Crypt)는 미국의 펑크 록 밴드이다.